# 신정 (미에현)
신정(新町)은 미에현 아노군에 있던 정이다. 현재의 쓰시에 해당한다.

## 역사
- 1889년 4월 1일 - 정촌제 시행에 의해 아노군 신정이 성립하였다.
- 1934년 6월 1일 - 쓰시에 편입해, 동일 신정은 폐지되었다.

## 교통

### 철도
- 산구급행전철 (현 긴키 닛폰 철도)
  - 쓰시선

### 도로
- 이가 가도

## 참고문헌
- 가도카와 일본 지명 대사전 24 三重県